# Baia di Bunatrahir
La baia di Bunatrahir (in inglese Bunatrahir Bay) è una piccola insenatura della costa nord-occidentale irlandese, nel Mayo. 

## Descrizione
Situata poco più ad ovest della maggiormente conosciuta baia di Killala, è caratterizzata da una costa frastagliata composta da scogliere non altissime ma comunque drammatiche, oltre che da un paesaggio incontaminato e selvaggio sull'oceano Atlantico. Luoghi principali della baia sono Downpatrick Head, i Céide Fields e il villaggio di Ballycastle al centro.